# أوبوس سبيكاتوم

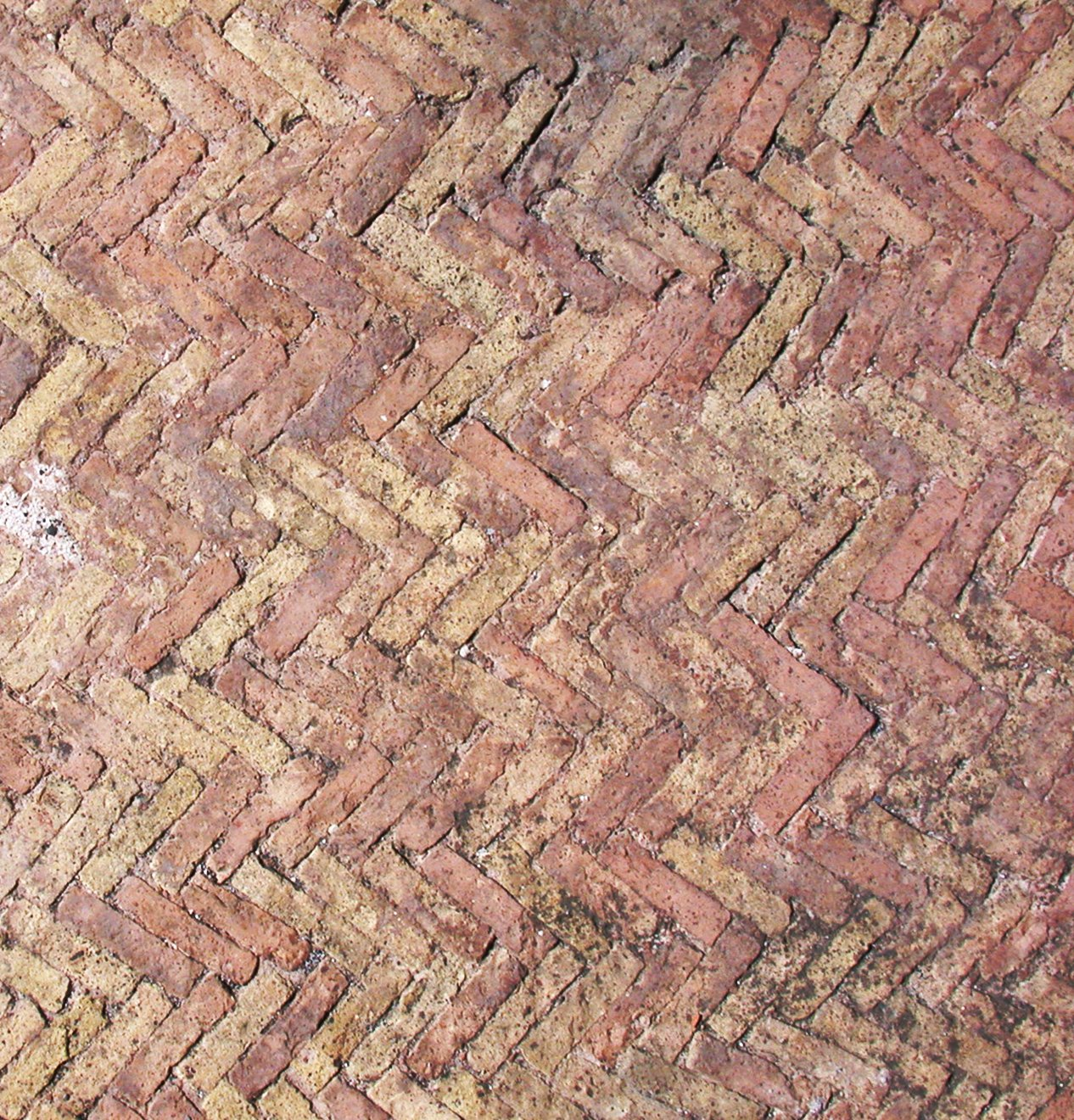
أرضية سوق تراجان مرصوفة بنظام أوبوس سبيكاتوم.

أوبوس سبيكاتوم (باللاتينية: Opus spicatum، يعني حرفيًا "العمل الشائك") هو شكل روماني قديم لبناء الجدران والأرصفة. يتكون من الطوب أو البلاط أو قطع الحجر التي يتم وضعها بنمط متعرج شبيه بهيكل السمكة.
لقد كان البناء بالطوب المتعرج بهذه الطريقة رائجًا بالعمارة الرومانيّة وعمارة العصور الوسطى، وكان سمة من سمات فن العمارة القوطيّة. وقد قام المعمار فيليبو برونليسكي باستخدام هذه الطريقة ببناء قبة كاتدرائية فلورنسا (سانتا ماريا ديل فيوري).

## وصلات خارجية
- استخدام الخرسانة الرومانية - أوبوس كامينتيكيوم (بالإنجليزية)
- معجم أوكسفورد للعمارة - النسخة الثالثة: أوبوس (بالإنجليزية)